# Tour du Pays basque 1997
La 37e édition du Tour du Pays basque a eu lieu du 7 au 11 avril 1997. La victoire finale est revenue au Suisse Alex Zülle.

## Les étapes
| Étape        | Date     | Villes étapes       | Distance (km) | Vainqueur d'étape  | Leader du classement général |
| 1re étape    | 7 avril  | Legazpi - Legazpi   | 138           | Gabriele Missaglia | Gabriele Missaglia           |
| 2e étape     | 8 avril  | Legazpi - Viana     | 209           | Laurent Jalabert   | Stéphane Heulot              |
| 3e étape     | 8 avril  | Viana - Vitoria     | 197           | Stefano Zanini     | Stéphane Heulot              |
| 4e étape     | 9 avril  | Vitoria - Sopuerta  | 206           | Laurent Jalabert   | Laurent Jalabert             |
| 5e étape (a) | 10 avril | Sopuerta - Arrasate | 97            | Stefano Zanini     | Laurent Jalabert             |
| 5e étape (b) | 10 avril | Arrasate            | 12.5 (clm)    | Alex Zülle         | Alex Zülle                   |

## Classement final
| Cycliste             | Pays        | Équipe |    | Temps            |
| -------------------- | ----------- | ------ | -- | ---------------- |
| 1. Alex Zülle        | Suisse      |        | en | 22 h 36 min 40 s |
| 2. Laurent Jalabert  | France      |        | à  | 32 s             |
| 3. Marco Pantani     | Italie      |        |    | 44 s             |
| 4. Marcelino García  | Espagne     |        |    | 1 min 01 s       |
| 5. Chris Boardman    | Royaume-Uni |        |    | 1 min 16 s       |
| 6. Mikel Zarrabeitia | Espagne     |        |    | 1 min 24 s       |
| 7. Luc Leblanc       | France      |        |    | 1 min 33 s       |
| 8. Abraham Olano     | Espagne     |        |    | 1 min 33 s       |
| 9. Gianni Faresin    | Italie      |        |    | 1 min 35 s       |
| 10. Pascal Hervé     | France      |        |    | 1 min 39 s       |